# 謝存仁
謝存仁（？—？），字生甫，號太涵，直隸徽州府祁門縣人，明朝政治人物，萬曆進士，崇禎初年官至雲南巡撫。

## 生平
萬曆十六年（1588年）戊子科應天鄉試舉人。萬曆二十年壬辰科會試第一百二十七名，未殿试，二十三年（1595年）乙未科廷試二甲第二十二名進士，觀禮部政。本年十二月授戶部雲南司主事，二十四年差管河西鈔关，二十六年浙江监兑，丁母憂。復除原职，督粮遼陽，節省饷银二十七萬，升分守東寧右參政。萬曆三十八年（1610年），因失守長定堡牽連，降級。四十年九月起補貴州分守道副使，四十三年七月升参政，四十七年（1619年）七月升湖广按察使，泰昌元年（1620年）十月升四川右布政使，分巡川西道，天啓元年十一月改雲南右布政使分巡洱海，三年七月升左布政使，五年正月舉卓异，天启六年（1626年）十二月，升都察院右副都御史、巡抚云南兼督川贵兵饷。崇禎二年（1629年）乞休獲准。

## 轶事
謝存仁任遼陽道參政期間，李如梅為鎮帥，出其愛妾一幅畫者，與角飲，謝存仁酒酣，言語調戲，李如梅便將愛妾相送。

## 家族
曾祖父謝學，廪生；祖父謝汾，廪生；父謝興點。母汪氏。慈侍下。